# Socialdemócratas (Irlanda)
Los Socialdemócratas (en irlandés: Na Daonlathaithe Sóisialta) es un partido político socialdemócrata de Irlanda.
El partido fue creado el 15 de julio de 2015 por tres TD independientes: Catherine Murphy, Róisín Shortall y Stephen Donnelly. Es liderado por Holly Cairns desde marzo de 2023. Promueve el modelo nórdico y tiene una visión proeuropea.

## Historia

### 2015-2019: Fundación y primeras elecciones
Los Socialdemócratas se establecieron con un acuerdo de coliderazgo entre sus tres miembros fundadores. Róisín Shortall era una exTD del Partido Laborista y exministra de Salud. Catherine Murphy fue miembro del Partido de los Trabajadores de Irlanda, la Izquierda Democrática, y el Partido Laborista antes de ser elegida TD independiente en 2005. Stephen Donnelly entró en política como TD independiente en 2011.
El partido presentó catorce candidatos para las elecciones generales de 2016, pero tan solo los tres TD en ejercicio fueron elegidos.
En mayo de 2016 el partido formó un grupo técnico dentro del Dáil con el Partido Verde.El 5 de septiembre de ese año Donnelly dimitió como líder conjunto y abandonó el partido, alegando que "algunas asociaciones simplemente no funcionan".

### 2019: Elecciones locales y europeas
Los Socialdemócratas se presentaron a sus primeras elecciones al parlamento europeo en mayo de 2019. El concejal Gary Gannon fue el candidato de la circunscripción de Berlín, recibiendo el 5,6% de los votos de primera preferencia, quedando en sexta posición entre 19 candidatos en el primer recuento. Fue eliminado en el decimocuarto recuento. El partido no se presentó a las otras circunscripciones.
El mismo mes se presentaron por primera vez a sus primeras elecciones locales. Presentaron a 58 candidatos a los gobiernos locales. 19 de los 58 candidatos fueron elegidos.

### Elecciones parciales de 2019 y elecciones generales de 2020
En noviembre de 2019 los Socialdemócratas participaron en 3 de las 4 elecciones parciales provocadas por la elección de diputados irlandeses al Parlamento Europeo, pero no ganaron ningún escaño.
En las elecciones generales de 2020 el partido presentó a 20 candidatos en 20 distritos electorales, aumentando sus escaños a 6. Murphy y Shortall fueron reelegidas en sus distritos, y se les unieron Holly Cairns, Gary Gannon, Cian O'Callaghan y Jennifer Whitmore. Estos resultados fueron positivos al haber empatado en escaños con el Partido Laborista y superado al resto de partidos de izquierda, Independientes por el Cambio y El Pueblo Antes que el Lucro/Solidaridad.

### Holly Cairnscomo líder
El 22 de febrero de 2023 Murphy y Shortall anunciaron su renuncia como colíderes de los Socialdemócratas.Holly Cairns fue la única candidata que se presentó para el liderazgo del partido, y fue anunciada como la nueva líder el 1 de marzo.Cairns reiteró que los Socialdemócratas no tienen ningún interés en fusionarse con el Partido Laborista, cosa que había sido sugerida por los laboristas repetidamente.El 4 de julio de 2023 se anunció que Cian O'Callaghan había sido designado para el nuevo cargo de líder adjunto.

### Elecciones de 2024
En las elecciones locales de 2024 los Socialdemócratas presentaron 78 candidatos, de los cuales 35 fueron elegidos, incluidos 10 para el ayuntamiento de Dublín, donde se convirtieron en el segundo partido más grande.Para las elecciones europeas de 2024, el partido presentó a tres candidatos, uno en cada uno de los distritos electorales. Ningún candidato fue elegido, pero el número de votos de primera preferencia aumentó respecto de las anteriores elecciones.
En las elecciones generales de 2024 el partido casi duplicó su número de TD, pasando de 6 a 11, empatando con el Partido Laborista y convirtiéndose en el cuarto partido más grande de Irlanda.
Poco después de las elecciones, el TD Eoin Hayes fue suspendido del partido tras haber confirmado que dio detalles incorrectos sobre la venta de unas acciones que tenía de la firma de software Palantir, la cual suministra tecnología a las Fuerzas de Defensa de Israel.

## Ideología y políticas
El partido se ubica en el espectro político de la centroizquierday apoya la pertenencia de Irlanda en la Unión Europea. En la creación del partido, sus tres fundadores defendieron el modelo nórdico de la socialdemocracia. El partido también defendió la derogación de la Octava Enmienda, que prohibía el aborto constitucionalmente, y la Ley de Secretos Oficiales. Defienden que la elección del alcalde de Dublín sea llevado a cabo mediante elección directa.
En su manifiesto para las elecciones generales de 2024el partido definió sus cinco objetivos principales y declaró que solo entraría en un gobierno que trabajara para implementar estos objetivos.
- Construir 50 000 viviendas de compra asequible.
- Implementar plenamente la reforma del sistema de salud conocida como Sláintcare.
- Acordar un plan para alcanzar los objetivos climáticos de Irlanda y evitar sanciones de 8 mil millones de euros.
- Nombrar un Ministro de Discapacidad.
- Construir guarderías públicas de alta calidad.

## Liderazgo
| Nombre                                               | Imagen | Periodo    | Circunscripción                             |
| ---------------------------------------------------- | ------ | ---------- | ------------------------------------------- |
| Catherine Murphy, Róisín Shortall y Stephen Donnelly |        | 2015-2016  | Kildare North, Dublin North West y Wicklow. |
| Catherine Murphy y Róisín Shortall                   |        | 2016-2023  | Kildare North y Dublin North West.          |
| Holly Cairns                                         |        | Desde 2023 | Cork South-West                             |

## Resultados electorales

### Dáil Éireann
| Elección | Colíderes                                         | Votos de primera preferencia | %         | Escaños | ±     | Gobierno  |
| -------- | ------------------------------------------------- | ---------------------------- | --------- | ------- | ----- | --------- |
| 2016     | Catherine Murphy Róisín Shortall Stephen Donnelly | 64 094                       | 3.0 (#7)  | 3/158   | Nuevo | Oposición |
| 2020     | Catherine Murphy Róisín Shortall                  | 63 397                       | 2.9 (#6)  | 6/160   | 3     | Oposición |
| 2024     | Holly Cairns                                      | 106 028                      | 4,81 (#4) | 11/174  | 5     | Oposición |

### Elecciones locales
| Elección | Votos de primera preferencia | %        | Escaños | +/–   |
| -------- | ---------------------------- | -------- | ------- | ----- |
| 2019     | 39 644                       | 2,3 (#6) | 19/949  | Nuevo |
| 2024     | 63 273                       | 3,4 (#5) | 35/949  | 16    |

### Parlamento Europeo
| Elección | Votos de primera preferencia | %         | Escaños | +/–   |
| -------- | ---------------------------- | --------- | ------- | ----- |
| 2019     | 20 331                       | 1.2 (#8)  | 0/13    | Nuevo |
| 2024     | 51 571                       | 2,95 (#9) | 0/14    | 0     |